# Інтісар – Серір
Інтісар – Серір – газопровід у Лівії.
В 2010 році почала роботу ТЕС Серір, яка за проектом мала передусім використовувати природний газ. Подачу останнього збирались організувати з газового хабу на групі родовищ Інтісар (звідки вже йшла видача ресурсу по трубопроводах Інтісар – Сахл та Інтісар – Зувейтіна), для чого потрібно було прокласти трубопровід завдовжки 187 кілометрів з діаметром 500 мм. Втім, громадянська війна та загальна нестабільність затримали виконання проекту, так що тривалий час зазначена електростанція діяла на нафтопродуктах.
Станом на другу половину 2010-х за проектом був виконаний значний обсяг робіт і в 2020-му нарешті вдалось розпочати поставки блакитного палива. Втім, при цьому не йшлось про подачу ресурсу з Інтісару, натомість до газопроводу за допомогою перемички довжиною 7 кілометрів підключили нафтогазове родовище Фарег.